# 堤良一
堤 良一（つつみ りょういち、1972年 - ）は、日本の日本語学者。岡山大学大学院社会文化科学研究科准教授。

## 人物
京都府京都市生まれ。大津市育ち。1996年大阪外国語大学外国語学部ポルトガル・ブラジル語学科卒業、2003年大阪外国語大学大学院言語社会研究科博士後期課程修了。博士（言語文化学、大阪外国語大学）。

## 著書
- 『現代日本語指示詞の総合的研究』、2012年2月、ココ出版

## 共編
- 鎌田修・山内博之・堤良一（編著）『プロフィシェンシーと日本語教育』、2009年5月、ひつじ書房
- 堤良一・長谷川哲子（著）『「大学生」になるための日本語１，２』、2009年10月、ひつじ書房
- 鎌田修・嶋田和子・堤良一（編著）『談話とプロフィシェンシー』2015年5月、凡人社
- 岡﨑友子・堤良一・松丸真大・岩田美穂 (編集)『ココが面白い! 日本語学』2017年4月、ココ出版